# Théorie militaire
Ne doit pas être confondu avec Science militaire, Polémologie ou Art de la guerre.

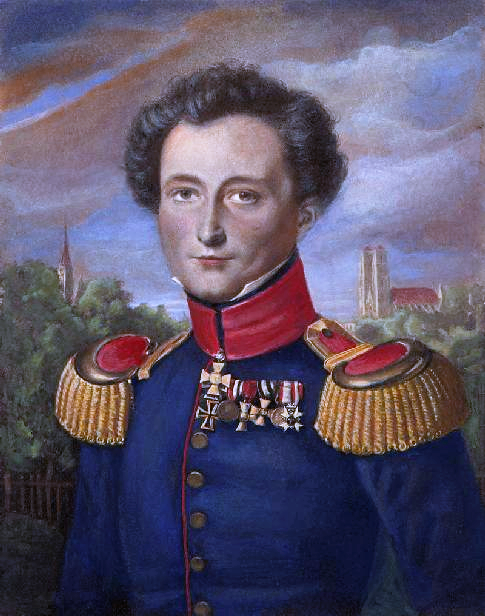
Carl von Clausewitz, théoricien militaire prussien, auteur de De la Guerre.

La théorie militaire est l'analyse du comportement normatif et des tendances dans les affaires militaires et l'histoire militaire, au-delà de la simple description des événements de la guerre.
Les théories et les conceptions de la guerre ont varié à différents endroits au cours de l'histoire humaine. Le chinois Sun Tzu est reconnu par les universitaires comme l'un des premiers théoriciens militaires. Son traité L'art de la guerre, désormais emblématique, a jeté les bases de la planification opérationnelle, de la tactique, de la stratégie et de la logistique.
Les théories militaires, surtout depuis l'influence de Clausewitz ou de Jomini au XIXe siècle, tentent de résumer les relations culturelles, politiques et économiques complexes entre les sociétés et les conflits qu'elles créent.

## Formes de guerre
La guerre est complexe. Elle prend des formes multiples qui dépendent de facteurs tous autant variable (belligérants, causes, procédés employées, localisation, époque...).

## Niveaux de guerre

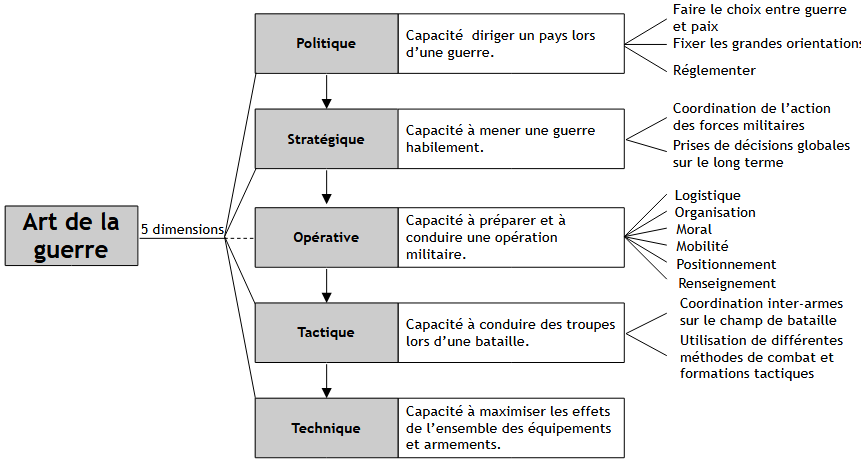
Les dimensions de l'art de la guerre.

### Théorisation
La distinction tactique/stratégie est étonnamment récente. Contrairement à ce que l'on pourrait penser, les ouvrages médiévaux Taktika ou Strategikon traitent tous autant de la tactique que de la stratégie.
C'est au XVIIIe siècle qu'apparaît la distinction. En effet, en 1771, Joly de Maïzeroy invente le mot de "stratégie" dans une traduction de Taktika. Le théoricien français approfondit sa pensée en 1777 dans Théorie de la guerre. Néanmoins, ce terme met longtemps à être accepté et beaucoup, à l'image de Napoléon, préfèrent le terme de "grande tactique". Il est issu de l'Essai général de tactique (1772) du comte de Guibert, qui divise l'art de la guerre en deux : la tactique élémentaire - qui correspond aujourd'hui à la tactique militaire - et la grande tactique (ou stratégique) - terme remplacé par celui de stratégie au XIXe siècle puis d'opératique au XXe siècle. Au XIXe, dans Le Précis de l'art de la guerre, Antoine de Jomini définit cinq branches de l'art de la guerre. 
- Il revient à la politique de la guerre de faire le choix de la paix ou de la guerre, fixer les grandes orientations et autoriser les ressources à mettre en œuvre par les militaires et/ou les diplomates. Ce concept prend aujourd'hui le nom de grande stratégie, terme théorisé par Lidell Hart en 1960.

- La stratégie est l’art de bien diriger les masses sur le théâtre de la guerre pour l’invasion d’un pays ou la défense du sien.
- La grande tactique correspond à l’art de bien combiner et bien conduire les batailles.
- La logistique désigne l’art pratique de mouvoir les armées et la tactique de détail la manière de disposer les troupes pour les conduire au combat.
- Enfin, la tactique de détail s'applique à l'art de commander chaque petite unité sur le champ de bataille.

Quelques années avant, dans De la guerre, Carl von Clausewitz distingue tactique et stratégie ainsi : "La tactique est la théorie de l’emploi des forces dans l'engagement alors que la stratégie est celle de l’emploi de l'engagement en vue de la décision finale". Cette vision est réductrice car Clausewitz omet que le combat n'est pas le seul moyen d'emporter la décision finale. Les guerres napoléoniennes ont montré que la manœuvre pouvait suffire pour remporter des victoires, comme à Ulm.
Ces manœuvres relèvent aujourd'hui de ce qu'on appelle l'opératique. De fait, le terme d'"opération" devient populaire en Allemagne à la fin du XIXe siècle. Certains ont touché le concept d'opératique du bout du doigt comme Foch, Kraus (en), von Moltke, Verdy du Vernois, von der Goltz ou von Taysen (de). Ce dernier affirme que "la tactique est la conduite et l’emploi des troupes en vue du combat. Les opérations sont des mouvements de grandes formations. Puisque leurs objectifs sont plus lointains que ceux de la tactique, elles exigent plus d’espace et plus de temps. Leur domaine véritable est la guerre de mouvement". C'est finalement en 1927 que le concept est théorisé par le soviétique Alexandre Svetchine. Cet échelon serait situé entre la stratégie et la tactique. Il peut aujourd'hui être défini comme la préparation et la conduite des actions menées par les grandes formations sur le théâtre d'opérations.

### Définition moderne
Ces échelons, fruit d'une longue théorisation vue précédemment, sont spécifiques aux forces terrestres.
- Le niveau politique de la guerre, ou grande stratégie, doit faire le choix de la paix ou de la guerre ; fixer les grandes orientations, autoriser les ressources à mettre en œuvre par les militaires sur le champ de bataille et/ou les diplomates dans des négociations.
- Il revient à la stratégie militaire de mener des réflexions, de prendre des décisions de haut niveau et de long terme en vue de gagner la guerre, c'est-à-dire de planifier et de coordonner l'action des forces militaires d'un pays en organisant les actions défensives ou offensives pertinentes. La stratégie doit définir les cibles (ou centres de gravité) à atteindre ainsi que les moyens pour y parvenir.
- L'opératique correspond à l'art de manœuvrer les forces terrestres sur le théâtre d'opérations. Résidant dans la planification et la conduite de l'opération, elle répond aux objectifs fixés par la stratégie. On peut y intégrer le moral des troupes, le renseignement, la logistique ou encore l'organisation.
- La tactique militaire désigne l'art de conduire une bataille, notamment par la coordination interarme (tactique d'ensemble) et les formations tactiques des unités (tactique élémentaire) présentes sur le champ de bataille.
- Enfin, l'échelon technique cherche à maximiser les effets des armes, en cohérence avec le dispositif tactique.

## Théoriciens militaires
- Sun Tzu (ou Sun Zi) : stratège chinois qui vivait à l'époque des Royaumes Combattants (475-221 av. J.-C.). Œuvre : L'Art de la guerre. Il analyse la guerre comme un acte central pour l'État, dont la paix dicte le sens. Pour Sun Tsu, l'habileté suprême est de vaincre sans combattre, et la guerre est l'art de la tromperie (War is the art of deception).
- Joly de Maïzeroy : théoricien militaire français (1719-1780) qui inventa le terme de "stratégie" militaire, faisant la distinction avec la tactique militaire.
- Carl von Clausewitz : général prussien (1780-1831). Son œuvre a été regroupée sous le titre De la guerre. Tirant les leçons des guerres de la Révolution et de l'Empire, il est le théoricien de la guerre totale, même si celle-ci, dans son œuvre, est présentée plus comme un concept (celui de « la montée aux extrêmes ») que comme une réalité effective. C'est un contemporain de Jomini, mais dont les conceptions stratégiques et philosophiques transcendent à beaucoup d'égards son époque. Pour Clausewitz, la guerre est avant tout la continuation de la politique par d'autres moyens. Il théorise les concepts de centre de gravité, brouillard de guerre et de friction.
- Antoine de Jomini : général d'origine suisse qui participa à de nombreuses campagnes dans la Grande Armée, puis devint général en chef dans l'Armée russe. En 1805, il avait déjà compris comment l'Empereur ferait pour abattre l'Armée autrichienne, pratiquement au détail près. Il est l'un des rares généraux de l'époque à avoir saisi l'essence même des opérations militaires, sans les rattacher à la période ou aux techniques. Au XXIe siècle, sa pensée inspire notamment l'armée américaine. Son obsession pour les lignes d'opération et les lignes stratégiques est cependant la cause d'un certain vieillissement de son œuvre.
- Liddell Hart : théoricien anglais des formations de blindés mises en œuvre par Heinz Guderian durant le Blitzkrieg. Charles de Gaulle avait également écrit un ouvrage (Vers l'armée de métier) où il recommandait le même système d'attaques de blindés accompagnés d'une couverture aérienne, et qui ne sera pas pris en considération. Liddell Hart théorisa l'approche indirecte et la grande stratégie.
- Alfred Mahan : officier de marine américain qui a écrit plusieurs ouvrages sur la stratégie maritime, qui ont si fortement inspiré les militaires américains qu'ils ont ensuite axé une grande part de leur stratégie sur ses écrits. Certains pensent[Qui ?] que leur opération pour prendre le canal de Panama fut déclenchée notamment grâce aux révélations de Mahan. C'est un disciple de Jomini, qui a traduit pour les questions maritimes les principes de L'Art de la guerre.
- Mikhaïl Toukhatchevski : théoricien militaire soviétique qui contribua à définir les opérations en profondeur pour l'Armée rouge.
- Alexandre Svetchine : théoricien russe et soviétique, élabore le concept de défense stratégique (en), prédisant que la guerre serait d'épuiser les ressources militaires et économiques de ses participants. Mais surtout, il théorise le concept d'art opératif.
- Végèce : écrivain romain de la fin du IVe et du début du Ve siècle. Auteur de Epitoma rei militaris dont le succès ne s'est jamais démenti tout au long du Moyen Âge et de l'époque moderne.
- Erwin Rommel: Stratège très célèbre astucieux durant la 2e Guerre mondiale
- Raoul Castex : officier de marine français.
- André Beaufre : général français.
- John Boyd : colonel d'aviation américain et inventeur du cycle OODA.
- Edward Luttwak : économiste et historien américain spécialisé en géopolitique.

## Sources

### Remarques
1. ↑  For more on scholars valuation of The Art of War, see the Wikipedia article The Art of War
2. 1 2 3 4  Herbert Rosinski (de) (1903-1962) (trad. Jean et Bernadette Pagès), « Frontières conceptuelles entre stratégie, opérations et tactique dans l'Art de la guerre », sur gustavemar.free.fr, 1950 (consulté le 29 mai 2024)
3. 1 2 3  « Pensées mili-terre - Article - Centre de doctrine et d'enseignement du commandement » (consulté le 22 mai 2024)
4. ↑  Stéphane Béraud, La révolution militaire napoléonienne, t. I : Les manœuvres, tempus, 2021, p. 145-146